# Ehiravidae
Die Ehiravidae sind eine Familie der Heringsartigen (Clupeiformes), die vor allem in Süßgewässern und Brackwasserbiotopen an der Küste des westlichen Indopazifik vorkommt.

## Merkmale
Mit Ausnahme der Clupeonella-Arten, die bis zu 20 cm lang werden können, sind die Ehiravinae kleine Fische, die nur Körperlängen von maximal 9 cm erreichen. Die Monophylie der Familie wird durch drei molekulare Merkmale sowie möglicherweise durch ein morphologisches Merkmal, nämlich die Verschmelzung von zwei Wirbelzentren in der Schwanzwirbelsäule („fusion of the first ural centrum with the first preural centrum“) gestützt. Letzteres tritt nicht bei Clupeoides auf, dies wird allerdings als sekundärer Verlust angesehen.

## Gattungen und Arten
- Clupeichthys

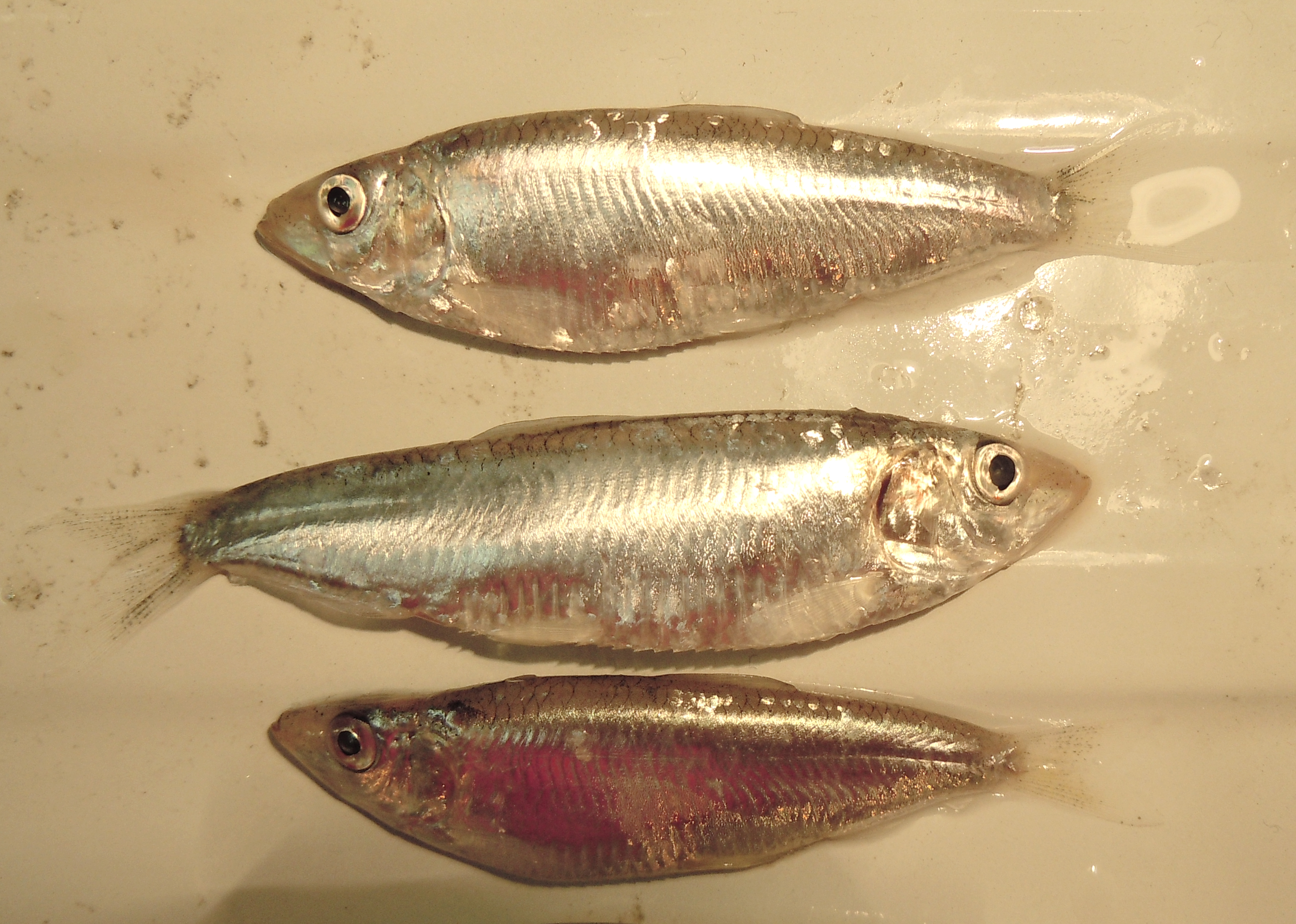
Tyulka-Sardine (Clupeonella cultriventris)

  - Clupeichthys aesarnensis Wongratana, 1983
  - Clupeichthys bleekeri Hardenberg, 1936
  - Clupeichthys goniognathus Bleeker, 1855
  - Clupeichthys perakensis Herre, 1936
- Clupeoides
  - Clupeoides borneensis Bleeker, 1851
  - Clupeoides hypselosoma Bleeker, 1866
  - Clupeoides papuensis Ramsay & Ogilby, 1886
  - Clupeoides venulosus Weber & de Beaufort, 1912
- Clupeonella
  - Clupeonella abrau (Maliatsky, 1930)
  - Clupeonella caspia Svetovidov, 1941
  - Tyulka-Sardine (Clupeonella cultriventris Nordmann, 1840)
  - Clupeonella engrauliformis Borodin, 1904
  - Clupeonella grimmi Kessler, 1877
  - Clupeonella tscharchalensis (Borodin, 1896)
- Corica
  - Corica laciniata Fowler, 1935
  - Corica soborna Hamilton, 1822
- Dayella
  - Dayella malabarica (Day, 1873)
- Ehirava
  - Ehirava fluviatilis Deraniyagala, 1929
- Gilchristella
  - Gilchristella aestuaria Gilchrist, 1913
- Minyclupeoides
  - Minyclupeoides dentibranchialus Roberts, 2008
- Sauvagella
  - Sauvagella madagascariensis Sauvage, 1883
  - Sauvagella robusta Stiassny, 2002
- Spratellomorpha
  - Spratellomorpha bianalis Bertin, 1940
- Sundasalanx

Zu der Familie gehört auch die 74 Millionen Jahre alte ausgestorbene Gattung Lecceclupea aus Apulien, die Louis Taverne 2011 beschrieben und der Tribus Ehiravini zugeordnet hat.

## Nutzung
Wirtschaftliche Bedeutung hat die Familie nur im Kaspischen Meer, wo verschiedene Clupeonella-Arten gefischt werden, sowie der Fang von Sundasalanx in Indonesien und Corica soborna in Bangladesh.